# 广东省人民代表大会常务委员会
广东省人民代表大会常务委员会是广东省人民代表大会的常设机构，於1979年12月29日根据第五届全国人民代表大会第二次会议所通过的《中华人民共和国地方各级人民代表大会和地方各级人民政府组织法》而成立，此前广东省革命委员会行使广东省地方国家权力机关的常设机关和执行机关的双重职能。

## 机构设置
- 专门委员会
  - 法制委员会
  - 内务司法委员会
  - 财政经济委员会
  - 环境与资源保护委员会
  - 农村农业委员会
  - 教育科学文化卫生委员会
  - 华侨民族宗教委员会
  - 外事工作委员会

- 工作机构
  - 办公厅
  - 外事工作委员会
  - 法制工作委员会
  - 选举联络人事任免工作委员会
- 议事协调机构
  - 广东省依法治省工作领导小组办公室

## 组成人员

### 第五届
- 时间：1979年12月－1983年4月
- 主任：李坚真
- 副主任：区梦觉、罗天、薛光军、庄田、杜长天、钟明、肖隽英、蚁美厚、黄友谋、罗明、梁广、肖焕辉、云广英、王作尧、李学先、欧阳山、罗雄才（1981年3月增补）
- 秘书长：谭桂明

### 第六届
- 时间：1983年4月－1988年1月
- 主任：罗天（1985年7月辞职）、焦林义（1985年7月补选）
- 副主任：薛焰、范希贤、郭棣活、杜长天、曾定石、钟明、肖隽英、蚁美厚、黄友谋、梁广、罗雄才、王维、吴有恒（1985年8月辞职）、曾昭科（1984年7月增补）、刘俊杰（1985年8月增补）、罗克明（1985年8月增补）、程里（1985年8月增补）
- 秘书长：何文

### 第七届
- 时间：1988年1月－1993年1月
- 主任：罗天（1990年5月辞职）、林若（1990年5月补选）
- 副主任：薛焰（1992年1月辞职）、杨立、曾定石（1992年1月辞职）、蚁美厚、曾昭科、刘俊杰、罗克明（1992年1月辞职）、程里、陈祖沛、方少逸、端木正（1991年3月辞职）、谢颂凯（1991年3月增补）、于飞（1992年1月补选）、张汉青（1992年1月补选）
- 秘书长：王彻（1992年1月辞职）、张汉青（1992年1月补选）

### 第八届
- 时间：1993年1月－1998年1月
- 主任：林若（1996年2月辞职）、朱森林（1996年2月补选）
- 副主任：于飞（1996年2月辞职）、方苞、凌伯棠、曾昭科、谢颂凯、张汉青、欧阳德（1996年1月罢免其代表职务）、程誌青、佀志广（1996年2月补选）
- 秘书长：张汉青（1996年2月辞职）、佀志广（1996年2月补选）

### 第九届
- 时间：1998年1月－2003年1月
- 主任：朱森林（2001年2月辞职）、张帼英（2001年2月补选）
- 副主任：张帼英（2001年2月辞职)、卢钟鹤（2001年2月补选）、曾昭科（2001年2月辞职）、王骏、程誌青、佀志广、张凯、李近维（2001年2月补选）、汤维英（2001年2月补选）、王宁生（2001年2月补选）
- 秘书长：徐德志

### 第十届
- 时间：2003年1月－2008年1月
- 主任：卢钟鹤（2005年1月辞职）、黄丽满（2005年1月补选）
- 副主任：欧广源（2007年2月补选）、钟启权、游宁丰（2006年2月补选）、佀志广（2006年3月退休)、李兰芳、张凯（2005年1月罢免其代表职务）、李近维、汤维英、王宁生、黄伟鸿、陈坚（2005年1月补选）
- 秘书长：林惠俗

### 第十一届
- 时间：2008年1月－2013年1月
- 主任：欧广源
- 副主任：钟阳胜、谢强华、王宁生、邓维龙、陈用志、陈小川
- 秘书长：崔健

### 第十二届
- 时间：2013年1月－2018年1月
- 主任：黄龙云、李玉妹（2017年1月补选）
- 副主任：肖志恒（－2016年1月）、雷于蓝（女）（－2016年1月）、周天鸿、陈小川（女）、陈继兴、黄业斌、罗娟（2016年1月补选）、张广宁（2016年1月补选－2017年1月）、刘悦伦（2016年1月补选－2017年1月）、徐少华（2017年1月补选）
- 秘书长：陈逸葵

### 第十三届
- 时间：2018年1月－2023年1月
- 主任：李玉妹（2022年1月辞职）、黄楚平（2022年1月补选）
- 副主任：徐少华（2021年1月退休）、黄业斌（2021年1月退休）、罗娟（2022年1月退休）、吕业升、王衍诗（2022年2月辞职）、王学成、李春生（2021年1月补选－2022年12月被查）、黄宁生（2022年1月补选）、叶贞琴（2022年1月补选）、陈如桂（2022年1月补选－2022年6月被查）、张硕辅（2022年1月补选）
- 秘书长：王波

### 第十四届
- 时间：2023年1月－
- 主任：黄楚平
- 副主任：黄宁生、叶贞琴、张硕辅、肖亚非、刘雅红、谭玲
- 秘书长：许红